# 星室庁

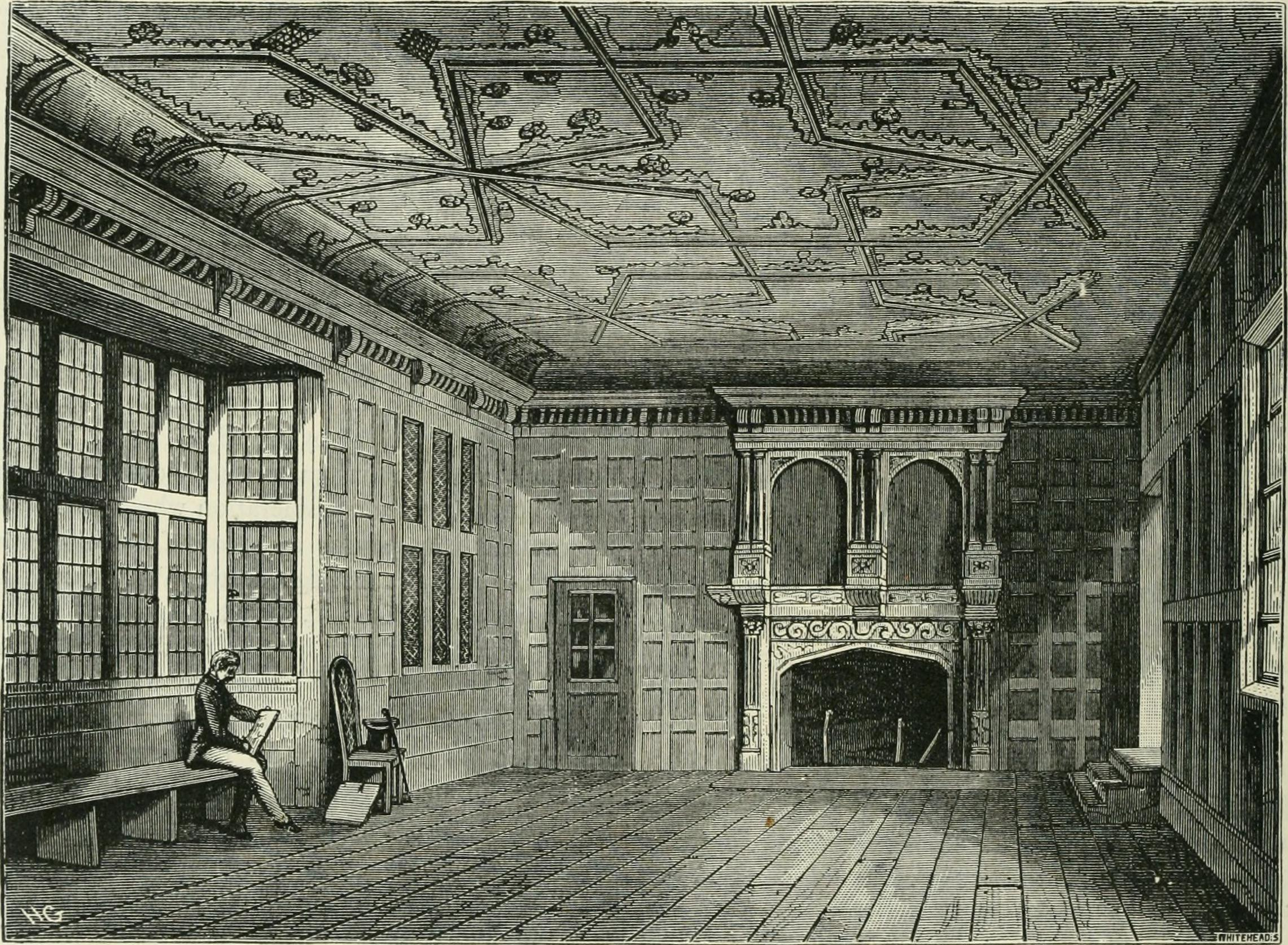
ウェストミンスター宮殿内の「スター・チェンバー（星の間、星室)」

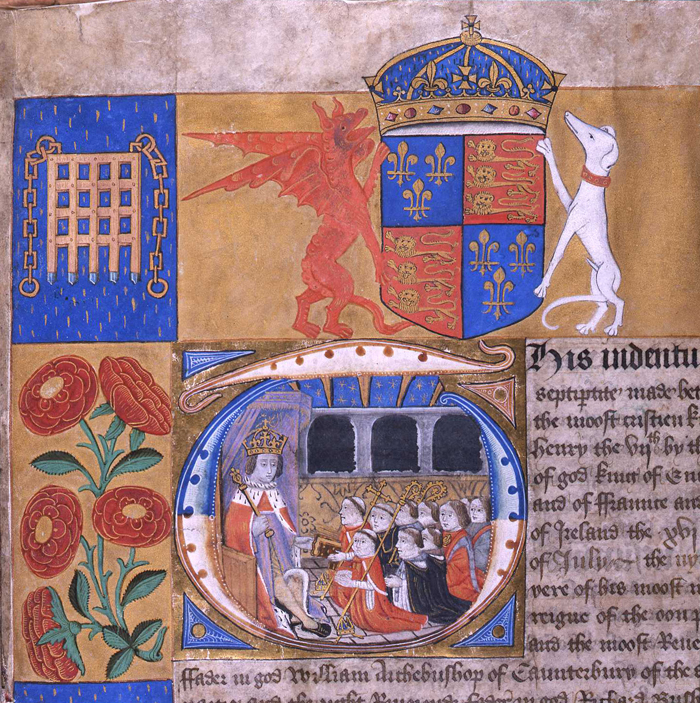
ヘンリー7世が星室に座し、ウォーハムカンタベリー司教、フォックスウィンチェスター司教、ウェストミンスター寺院や旧セント・ポール大聖堂の聖職者、ロンドン市長から受理している (1504年)

星室庁（せいしつちょう、英：The Court of Star Chamber）は、テューダー朝からステュアート朝前期のイングランドにおいて、国王大権のもと開かれた裁判所である。星室裁判所、星法院、スター・チェンバーとも。
国王大権のもと裁かれるため、貴族を牽制したり取り締まることができ、迅速に裁判を処理できたため、イングランド絶対王政の象徴のひとつとなった。裁判所の名は、ウェストミンスター宮殿内の「星の間（Star Chamber）」で行われたことに由来する。

## 絶対王政の重要機関として
「星の間」はエドワード3世時代に作られ、そこで王政庁（後に国王評議会、枢密院に発展）などが置かれて国政を行い、民衆の苦情などを処理していた。行政機構が成長・複雑化するとしだいに行政／司法が分離され、15世紀にはもっぱら刑事裁判を行う場となっていた。
しかしそこに至る経緯は複雑で、1487年、ヘンリー7世が薔薇戦争の戦後処理を行う場として活用した組織は名前が似ている星室評議会で、この組織は国王評議会内部における司法機能組織で、分化・独立した訳では無い。開会場所も星の間と星室庁と同じ点が多く紛らわしいことから混同されがちだが、星室庁が整えられたと考えられる時期はヘンリー7世の息子ヘンリー8世の時代の1540年代とされる。
国王評議会から分離・組織された枢密院の司法機能が独自の組織として制度されたのが星室庁の始まりで、大法官トマス・ウルジー、トマス・クロムウェルらが星室庁の権限を強化した。構成員は枢密院とほとんど変わらなかったが、枢密顧問官改革の結果、以下のような特徴をもつ裁判所となり、国王の支配を維持する重要な機関となった。
- あらゆる事件を扱うことができた。特にコモン・ロー（慣習的な法）では扱えない事件には星室庁が対応した。
- 死刑以外のあらゆる刑（鞭打ち、手足切断、投獄、罰金など）を課することができた。
- コモン・ロー裁判所（王座裁判所など）と異なり、陪審員は不要であった。
- 貴族の専横などを裁くことができる唯一の裁判所であった。

これらの特徴から星室庁は評価が高く、コモン・ローの欠陥を補うエクイティ（衡平法）の確立を促した。

## 清教徒革命と廃止
しかし、チャールズ1世親政時代（1629年 - 1640年、個人支配または専制の11年（Eleven Years' Tyrrany）と呼ばれる）には国王の意にしたがわせる手段として使われた。国王布告を強制したり、カンタベリー大主教ウィリアム・ロードがジョン・リルバーンやウィリアム・プリンを厳罰に処したことは不評を呼び、特にチャールズ1世が星室庁を使って気に入らない報道を規制するという事態（「星室庁印刷条令」の改定）に及び、星室庁の人気は地に墜ちた。清教徒革命の時期の1640年に短期議会で批判され、翌1641年に長期議会によって高等宗務官裁判所と共に廃止された。それは清教徒革命（イングランド内戦）を経て王政復古が到来した1660年になっても変わらず、仮議会は高等宗務官裁判所共々廃止されたままにしておき、復活することはなかった。
後にデイヴィッド・ヒュームは、星室庁廃止を法の支配の樹立に向かう画期としている。現在も"Star Chamber"という言葉は「密室での決定」「恣意的な判断」という意味を含んでいる。
命名の由来となったウェストミンスター宮殿の「星の間」は、1803年の改修工事に際して解体され、天井など一部が移築した形で残されている。